# Paus Paschalis I
Paschalis I (Rome, ? - aldaar, 11 februari 824) was paus van 25 januari 817 tot 11 februari 824.
Hij was de zoon van een man genaamd Bonosus. Hij was voor zijn pontificaat benedictijner abt van het Sint-Stefanusklooster vlak bij het Vatikaan maar was niet erg geliefd bij het volk. Toch werd hij gekozen kort na de dood van zijn voorganger, paus Stefanus IV (V). Ook had hij niet de beste contacten met de Franken en hun koning Lodewijk de Vrome. Hij verkreeg wel van Lodewijk de Vrome de onafhankelijkheid van de kerkelijke staat. Ook had Paschalis I geen beste banden met een aantal van de Romeinse edelen: hij werd zelfs beschuldigd van medeplichtigheid in een moordzaak.
De Griekse medechristenen verdedigde hij tegen de iconoclastische Byzantijnse keizers en verleende hun bescherming.
Onder hem werden de kerken de Santa Cecilia in Trastevere en de Santa Maria in Domnica, die dreigden in te storten, herbouwd. Ook bouwde hij de basiliek Santa Prassede. Hij liet in een bergingsprogramma al de gebeenten van de gesloten catacomben overbrengen naar ossuaria in de Santa Prassede. De mensen uit Rome wilden hem na zijn dood niet laten begraven in de Sint-Pietersbasiliek. Uiteindelijk werd hij begraven in de door hem gebouwde basiliek Santa Prassede waar hij naast vele andere ook de gebeenten van de catacombenpausen had laten bergen.
Op het plaatje hiernaast heeft hij de basiliek Santa Prassede vast.
Hij is nooit formeel gecanoniseerd geweest, maar zijn feestdag is op 11 februari (vroeger 14 mei).